# Elle s'appelle Sabine
Pour plus de détails, voir Fiche technique et Distribution.
Elle s'appelle Sabine est un documentaire de Sandrine Bonnaire, qui dans le premier long métrage qu'elle réalise fait le portrait de sa sœur Sabine, atteinte de handicap mental, tardivement diagnostiqué comme une forme d'autisme. 
Ce film a été projeté au Festival de Cannes en mai 2007 dans la Quinzaine des réalisateurs, puis été diffusé le 14 septembre 2007 sur France 3. Il est sorti en salles le 30 janvier 2008.

## Synopsis
En 2006 et 2007, Sandrine Bonnaire a filmé sa sœur cadette : Sabine, 38 ans, dans la structure d'accueil, en Charente, où elle vit avec quatre autres résidents et deux éducateurs permanents. Des extraits de films tournés dans l'adolescence et la jeunesse de Sabine montrent cette jeune fille « différente », déscolarisée après l'âge de douze ans. Au collège, elle a réagi aux moqueries des petits garçons d'école primaire et des filles de sa classe et de tous ceux qui l'appelaient « Sabine la folle » en se blessant, se mordant, se griffant ou se déshabillant dans la cour.
Elle a été une adolescente passionnée de musique, pianiste amateur, a appris l'anglais, mais est restée confinée au domicile familial des années. Ses frère et sœurs ont graduellement quitté la maison, tout en lui rendant visite très fréquemment. Sabine pouvait alors prendre le train ou le métro, et conduisait même une motocyclette. Sandrine l'a parfois emmenée en voyage, ainsi aux États-Unis, où elle a filmé son vol en Concorde et sa joie à l'arrivée. C'est alors une jolie jeune femme (elle ressemble beaucoup à Sandrine), au regard parfois perdu mais qui peut sourire, danser, et parler de façon fluide.
Mais après la mort du frère aîné et le déménagement avec sa mère à la campagne, Sabine s'est repliée davantage, devenant aussi plus violente. Pour soulager leur mère, Sandrine et ses sœurs l'hébergent tour à tour, mais la situation est difficile, créant des tensions familiales, et l'agressivité de Sabine effraie les enfants.
Elle séjourne d'abord dans un appartement à côté de celui de sa sœur Sandrine, mais les personnes qui s'occupent d'elle quotidiennement abandonnent après plusieurs mois, et Sabine part en hôpital psychiatrique. Elle y reste cinq ans, fortement médicamentée, y prend trente kilos, et perd une bonne part de sa mémoire et de ses aptitudes.
L'ouverture d'un centre d'accueil en Charente permet de la sortir de cette situation. Elle réapprend progressivement à vivre. La comparaison entre la Sabine d'avant — on la voit, par exemple, jeune, grâce à des films d'archives familiales, interpréter un prélude de Bach au piano, puis, des années plus tard, exécuter l'œuvre avec plus de difficultés, ou encore effectuant un jogging quotidien adolescente et, adulte, rechignant à de petites tâches — montre cependant les terribles changements intervenus. Elle est voûtée, lente, parle avec difficulté ou répète inlassablement la même question. Elle bave souvent et parfois lance des injures, voire essaie de frapper ou tire les cheveux.
Le documentaire dénonce aussi, à travers la tragique expérience de Sabine et les difficultés de sa famille, le manque de structures d’accueil pour les personnes handicapées. On voit aussi d'autres résidents de son lieu de vie, en particulier Olivier, atteint d'une infirmité motrice cérébrale et d'épilepsie, dont la mère souligne la puissance des médicaments qu'il prenait autrefois en hôpital : elle en a une fois absorbé elle-même une dose par erreur et a dormi toute une journée, puis perdu toute concentration à son réveil pendant des heures. Le jeune homme, à présent âgé de trente ans, prend des doses moitié moins fortes. Sabine est de même encore sous médicaments, avec des doses nettement réduites par rapport à celles de son internement.
À la fin du film, qu'elle dédie « à [ses] sœurs », Sandrine Bonnaire dit : « Les conséquences sont-elles réparables ? La dégradation de ses capacités est-elle inhérente à sa maladie ? Pourra-t-elle vivre sans médicaments ? Pourrais-je un jour repartir avec ma petite sœur en voyage ? »

## Fiche technique
- Titre : Elle s'appelle Sabine
- Réalisation : Sandrine Bonnaire[1]
- Collaboration à l’écriture : Catherine Cabrol[2]
- Image : Sandrine Bonnaire et Catherine Cabrol[2]
- Son : Jean-Bernard Thomasson et Philippe Richard
- Montage : Svetlana Vaynblat
- Musique : Nicola Piovani (musique reprise de Journal intime, Caro Diaro en italien, de Nanni Moretti) ; prélude de Bach ; Il est libre Max, d'Hervé Cristiani, chanté par les éducateurs et les résidents
- Musique originale : Jefferson Lembeye et Walter N’Guyen
- Producteur : Thomas Schmitt - Mosaïque Films
- Format : couleur - 1.66
- Son : Dolby SR
- Tourné de juin 2006 à janvier 2007, en Charente, à Montmoreau au sein de l’APEC (Agir pour la Protection, l'Éducation et la Citoyenneté) et archives personnelles
- Pays d'origine :  France
- Genre : documentaire
- Durée : 85 min[1]
- Date de sortie : 30 janvier 2008 en France
- Sortie en DVD : 20 octobre 2008 (Les Films du Paradoxe)

## Après le film
Après la sortie du film début 2008, raconte Sandrine Bonnaire, Sabine est « devenue une star ! Quand nous allons au supermarché ensemble, il arrive que ce soit elle qu'on reconnaisse avant moi ! Elle ne redeviendra jamais la jeune fille lumineuse que je montre au début du film, mais elle a retrouvé des envies et des rêves. »
Sandrine Bonnaire a l'impression que « le problème de l'autisme est davantage pris en considération depuis la présentation du film à Cannes en mai 2007. Xavier Bertrand m'a associée au comité sur l'autisme. Et on a tenu compte de ma demande de création de lieux pour les autistes, une solution qui coûte moins cher que de placer les patients en hôpitaux psychiatriques. Les choses avancent dans le bon sens. »

## Distinctions
- Festival de Cannes 2007 : prix FIPRESCI, catégorie sélection parallèle.
- Prix du Syndicat français de la critique de cinéma et des films de télévision 2008 :
  - Meilleur premier film français ;
  - Meilleur documentaire de télévision.
- Nomination au César du meilleur film documentaire, lors de la Cérémonie des César 2009.